# Aramón Javalambre
Aramón Javalambre és una estació d'esquí del grup Aramón (Ibercaja i el govern de l'Aragó) situada a la serralada de Javalambre, a la comarca de Gúdar-Javalambre al sud de la província de Terol, Aragó.
L'estació, dividida en dues zones o sectors: la Lapiaz i la Sabina, compta amb 15 quilòmetres esquiables repartits en 14 pistes d'esquí alpí: 5 verdes, 8 blaves i 1 vermella, repartides entre la seva cota mínima als 1.650 metres i la seva cota màxima als 2.000 metres d'alçada. Totes les pistes disposen de neu artificial gràcies a 166 canons de neu.
L'estació també ofereix una zona especial per practicar el freestyle situada en el sector de Lapiaz, a la qual s'accedeix des del telecadira Camarena, una zona per practicar snowspeed a la pista Congesta i una pista de trineus.
Javalambre disposa de 9 remuntadors amb una capacitat total de 10.060 esquiadors/hora, així com de 6 restaurants i cafeteries. També disposa d'escola d'esquí i de dos edificis de lloguer de material al sector Sabina, i un altre al sector Lapiaz